# 上信電気鉄道ED31形電気機関車
上信電気鉄道ED31形電気機関車（じょうしんでんきてつどうED31がたでんききかんしゃ）は、1957年（昭和32年) に上信電気鉄道 (現 上信電鉄) が導入した電気機関車である。

## 概要
1955年（昭和30年）に廃車となった日本国有鉄道（国鉄）ED31形6号機（元 伊那電気鉄道デキ1形電気機関車6号機）を譲受して、自社工場で車体・機器の改造を行った後、車両番号はそのままにED316として導入した。以下本機として記述する。

## 構造

### 車体
入線前は全長11,760 mmで運転室部分の前後にボンネットを持つ凸型の車体であったが、入線時に自社工場において元の車体や台枠を活用しつつ、ほぼ同寸法で右側運転台のデッキ付き箱型車体に改造を行った。
車体塗装は当初マルーンの単色塗りであったが、その後青地に白帯が入ったデザインとなり、さらに地色をコーラルレッドに変えたものへと変化した後、再びマルーン1色になった。

### 主要機器
電装品は元の車両のものは流用せず、1958年（昭和33年）に車体の更新を行った際に不要となった自社のデハニ1のものを使用している。
主制御器は総括制御が可能で間接式のシーメンス製CIB10064Aであり、主電動機には同じくシーメンス製DJ11B電動機を4基搭載する。これは上信電気鉄道オリジナルのデキ1形と同一であるが、歯車比に関して同形式の77:16に対して本機は74:19と、本機の方がより高く設定されているため、同形式と比べて速度性能は本機が勝るものの牽引力は劣る。また台車も当初デハニ1から流用したブリル27-MCB-2を使用したが、後年再び国鉄時代と同じTR14に交換されている。

## 運用
デキ1形が農産物や石灰石の輸送に路線全線に渡って幅広く用いられる中、本機は主に秩父セメント向けに高崎駅 – 南高崎駅間に設定されていた貨物列車の牽引に従事した。1985年（昭和60年）に上信線に保安装置としてATSが導入された際、本機に対しては対応改造が行われなかったため、その後は高崎駅構内で入換作業などに使用された。しかし1994年（平成6年）に上信線の貨物輸送の廃止によりデキ1形が余剰となると本機の稼働機会も減少し、2000年代に入ってからは車籍こそ保持していたものの、検査や外装の補修もなされないまま高崎駅の構内側線に留置されていた。その後2009年（平成21年）に外装はきれいに修繕され、2011年（平成23年）には構内走行も実施したが、保安装置未搭載等の問題により本線走行は難しい状態である。